# Vierdup
Der Vierdup, auch  Vierup oder Veerp, war ein altes Emder Getreidemaß.
- 1 Vierdup = 2 Kubikfuß (Hanoveraner) = 1 3⁄5 Himpten (Hanoveraner) = 49,84265 Liter
- 1 Last = 60 Vierup
- 1 Krug = 1⁄36 Veerp = 1,3845 Liter (als Flüssigkeitsmaß)
- 1 Last = 15 Tonnen = 30 Sack = 60 Vierdup = 120 Scheffel = 240 Fässchen = 216 Krug/Krues/Kroes[1]
- 1 Vierup = 36 Krug
- 1 Vierup = 2382,5 Pariser Kubikzoll, auch 2804 Pariser Kubikzoll in anderen Regionen[2]